# Andrusze (rejon nieświeski)
Andrusze (biał. Андрушы, Andruszy; ros. Андруши, Andruszi) – wieś na Białorusi, w obwodzie mińskim, w rejonie nieświeskim, w sielsowiecie Siejłowicze.

## Historia
W dwudziestoleciu międzywojennym leżały w Polsce, w województwie nowogródzkim, w powiecie nieświeskim, w gminie Howiezna. W 1921 miejscowość liczyła 469 mieszkańców, zamieszkałych w 87 budynkach, wyłącznie Polaków. 458 mieszkańców było wyznania prawosławnego i 11 mojżeszowego.
Po II wojnie światowej w granicach Związku Sowieckiego. Od 1991 w niepodległej Białorusi.